# Leishmaniose canina
A leishmaniose canina é a infeção por leishmaniose em cães.  Os sintomas mais comuns são aumento de volume dos gânglios linfáticos, crescimento exagerado das unhas, perda de pelo, úlceras e descamação da pele, emagrecimento e atrofia muscular, hemorragias nasais, anemia e alterações nos rins, fígado e articulações. No entanto, o cão pode ser portador da doença sem manifestar sintomas.
A doença é causada pelo parasita Leishmania infantum, que também pode infetar o ser humano e outros animais como os gatos, raposas e roedores. Nas regiões endémicas, a principal vetor de transmissão do parasita é a picada de insetos flebótomos fêmeas das espécies Phlebotomus perniciosus e P. ariasi, embora possa também ser transmitida por transfusão sanguínea, contacto directo ou por via venérea. O inseto alimenta-se sobretudo ao final da tarde. Os cães em maior risco são os que vivem a maior parte do tempo no exterior, os cães de raças exóticas, os de pelo curto e os de idade superior a dois anos. O período de incubação varia de um mês a dois ou mais anos.
A prevenção consiste em impedir a picada do mosquito mediante aplicação de insecticidas na forma de coleira ou pulverização e rastreios regulares. O diagnóstico baseia-se nos sintomas e é confirmado por análises laboratoriais que detectam a presença no sangue do parasita ou de anticorpos do parasita. O risco de transmissão do cão para o ser humano é pequeno e, mesmo quando é transmitido, a percentagem de cura é superior a 95%.

## Sintomas

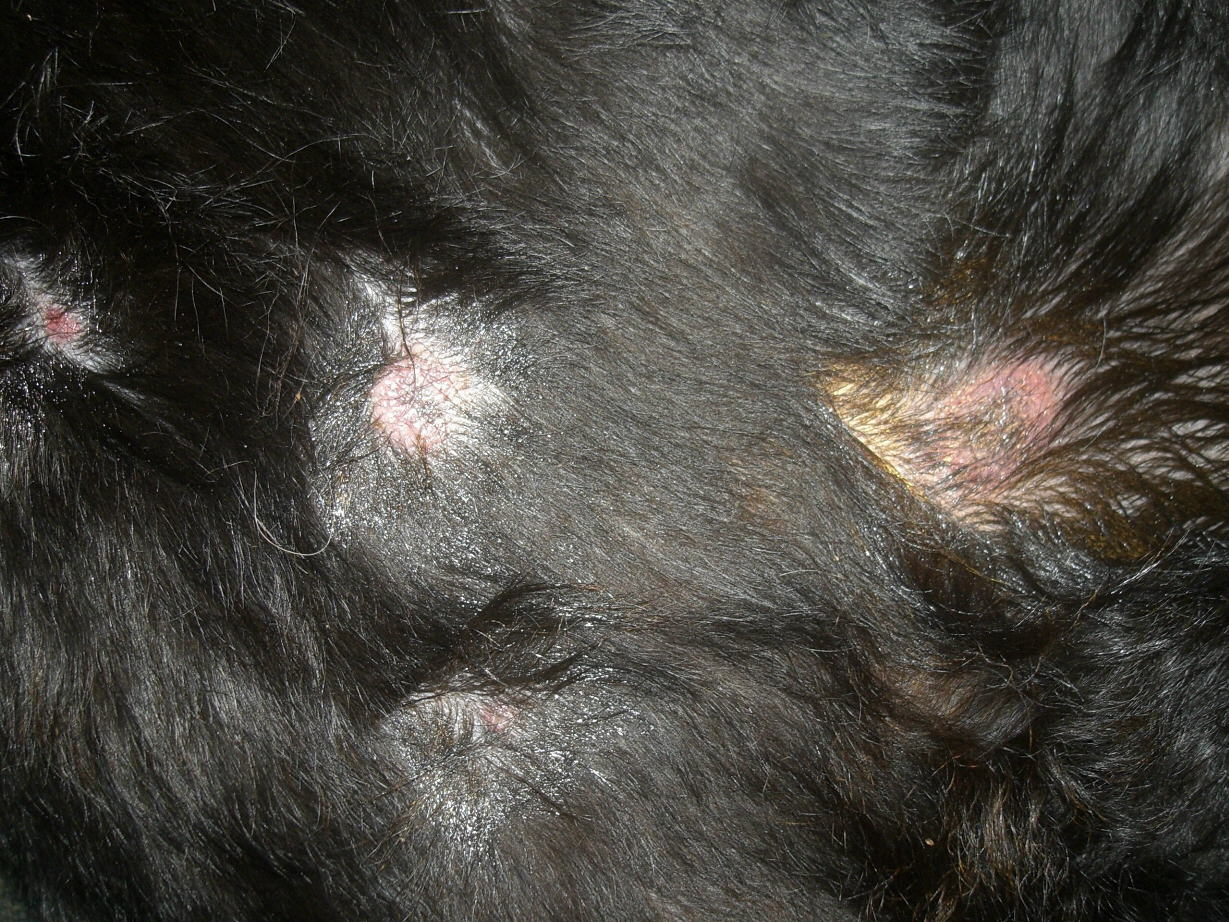
Úlceras na pele

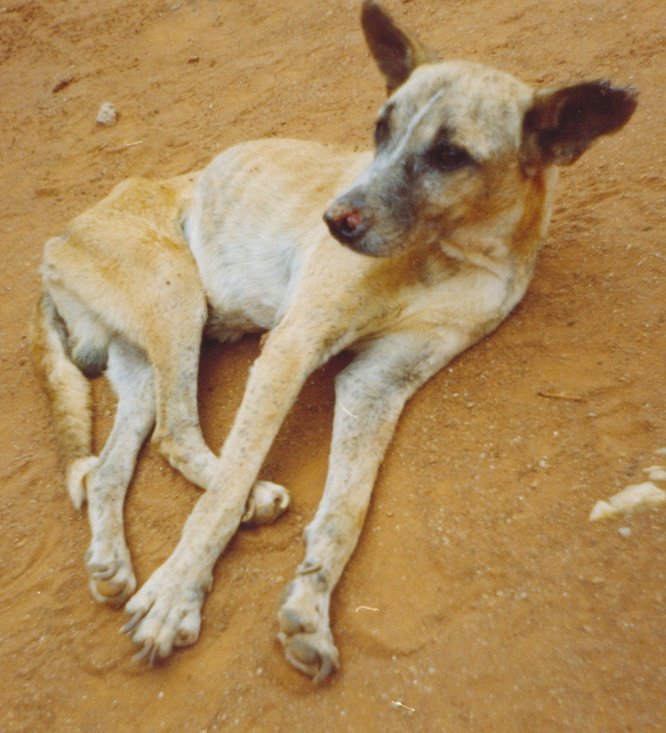
Cão com leishmaniose visceral exibindo os sintomas típicos da espécie.

A leishmaniose visceral canina é uma doença mortal de curso lento e de difícil diagnóstico, pois um cão pode estar infectado e não mostrar nenhuns sintomas exteriores.
Os sintomas no cão são bastante variáveis, sendo comum na Leishmaniose cutânea o aparecimento de lesões graves na pele acompanhadas de descamações e, eventualmente, úlceras, falta de apetite, perda de peso, lesões oculares (tipo queimaduras), atrofia muscular e, o crescimento exagerado das unhas. Em um estágio mais avançado, detecta-se problemas nos rins, no fígado e no baço, acabando o animal por morrer. Devido à variedade e à falta de sintomas específicos, o médico veterinário é o único profissional habilitado a fazer um diagnóstico da doença. É importante ressaltar que há um grande número de animais infectados que não apresentam sintomas clínicos (assintomáticos) porque a Leishmaniose pode ter uma incubação até 7 anos.

## Causas
É causada pelo protozoário Leishmania, transmitido pela picada de flebótomos (insetos) infectados. O cão é considerado o principal reservatório da doença no meio urbano, mas não o único, já que o homem também pode atuar como reservatório (o que é uma situação rara).

## Prevenção
Na Europa está a ser utilizada a vacina anual e preventiva contra a Leishmaniose do Laboratório Virbac. A proteção é aproximadamente de 90%. Sendo aconselhado também o uso de coleira antiparasitária e/ou pipetas.
Antes da vacinação, tem que se proceder a teste de diagnóstico, para se saber se o cão jà é portador da doença. Caso o teste dê positivo, o cão não pode ser vacinado. E, o Médico Veterinário aconselhará a melhor tratamento a seguir.
A primeira vez que se dá a vacina, tem que se fazer um teste de diagnóstico para saber se o cão é positivo ou negativo à Leishmaniose. Sendo negativo, a primeira vez é administrada em 3 doses, com intervalos de tempo. Sendo posteriormente, anual. No entanto, a vacina não protege a 100%, sendo aconselhável continuar com o uso da coleira e/ou de pipetas.

## Diagnóstico

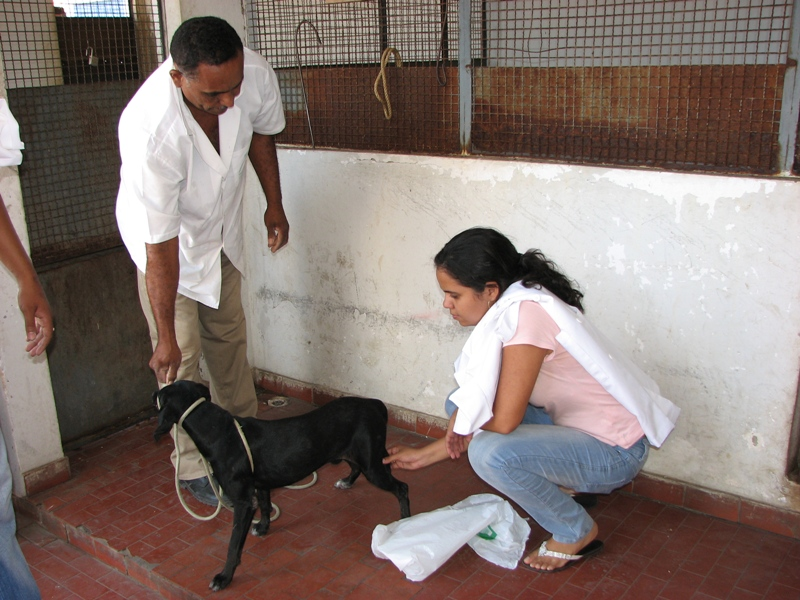
Palpação de linfonodo

Quanto aos testes, os testes sorológicos têm a vantagem de serem mais rápidos e baratos, porém, existe a possibilidade de resultarem em falso-positivos ou falso-negativos. Neste caso, recomenda a solicitação de uma nova amostra em 30 dias para a confirmação, caso os títulos apresentem diluição igual a 1:40. Em laboratórios particulares é possível solicitar uma RIFI, ELISA e PCR ao sangue e também pode ser submetido ao exame parasitológico com a punção do linfonodo ou medula óssea para detectar a presença do protozoário.
Os teste de diagnóstico podem dar falso-positivo motivados pela vacina da Leptospirose. Portanto, é aconselhado fazer os testes de diagnóstico com alguns meses de distância entre a vacinação anual da Leptospirose. Como podem dar falso-negativo, se não se proceder a toda a série de testes acima citados.

## Tratamento
Os tratamentos existentes não curam a doença, mas estabilizam-na. Podendo, no entanto, haver recaídas. Entre as moléculas mais utilizadas no tratamento da leishmaniose canina estão os antimoniais, o Milteforan do Laboratório Virbac, assim como Leishguard do Laboratório Esteves. O medicamento alopurinol é administrado diariamente.
Investigadores mostraram que a eutanásia de caninos infetados terá maior impacto no controlo da leishmaniose visceral em zonas de baixa ou média endemia, mas limitado em regiões com alta endemia, chamando a atenção para o problema do uso de métodos de diagnóstico com baixa sensibilidade.